# Le Thuel
 Le Thuel  là một xã ở tỉnh Aisne, vùng Hauts-de-France thuộc miền bắc nước Pháp.